# Тэн Хайбинь
Тэн Хайбинь (кит. упр. 滕海滨, пиньинь Téng Hǎibīn, род. 2 января 1985 в Пекине) — китайский гимнаст, олимпийский чемпион.
Тэн Хайбинь ещё в детстве стал заниматься гимнастикой в знаменитой пекинской спортивной школе «Шичахай». После её окончания он был включён в пекинскую сборную, а два года спустя стал членом сборной КНР.
В 2000 году Тэн Хайбинь стал чемпионом КНР среди юниоров в вольных упражнениях, выступлениях на перекладине, брусьях, а также в абсолютном первенстве. В 2003 году он завоевал две золотые медали на чемпионате мира, а в 2004 году стал олимпийским чемпионом в упражнениях на коне.
В 2009 году Тэн Хайбинь стал чемпионом в индивидуальном первенстве на 11-й Спартакиаде народов КНР.